# 球晶

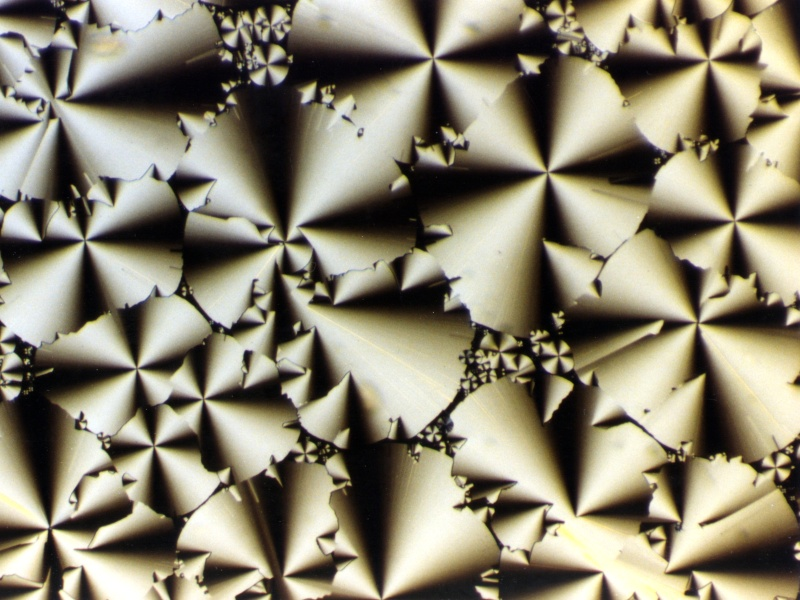
平面上にできた複数の球晶。

高分子物理学において球晶（spherulites）とは、非分枝の直鎖状ポリマーによく見られる、球状の半結晶。溶融状態のポリマーを冷却することで生成する。球晶の形状は、ポリマーの分子構造、核となる物質の量、冷却速度など、多くの要素の影響を受ける。球晶の大きさは条件で大きく異なり、数μmから数mmになることもある。球晶自体はポリマーの規則的な配列（ラメラ）から成るため高密度で丈夫である。球晶同士は、アモルファス（球晶にならなかった）状態のポリマーで結合されている。ただし球晶同士の結合力は小さいため、大きな球晶を数多く含む材料は脆い場合が多い。球晶は、その中心からラメラ構造が放射状に広がっているため、ラメラの持つ複屈折の性質により、 光学顕微鏡で観察すると十字状の模様がみられる。

## 形成

ポリマーにラメラ構造ができる原理。ポリマーは一定長さ毎に折りたたまれ、矢印の方向に伸びていく。

溶融した直鎖状ポリマー（例えばポリエチレン）を急速に冷却すると、溶融状態で複雑に絡み合っていた構造がほぼそのままで固まるため、固化した後も分子が無秩序に並んだ構造となる。それに対して、溶融状態からゆっくりと冷却すると、ポリマー鎖の一部が規則的な折りたたみ構造（ラメラ構造）となりながら固化していく 。

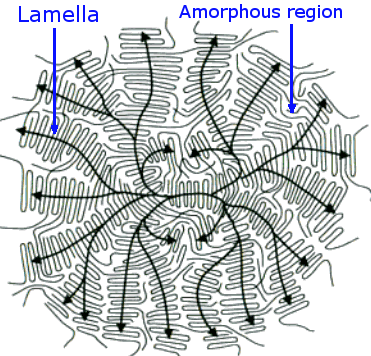
球晶の構造図。球晶は図中の矢印の方向に成長していく。きれいに折りたたまれた部分はラメラ、そこからはみ出た部分はアモルファスである。

冷却が進んでいくにつれて、固化したポリマーの周りに新たに溶融ポリマーが付着していく。その際、無秩序に付着するわけでは無く、できるだけラメラ構造に近い形となるように付着していくため、結果としてラメラが放射状に成長したような構造となる。ラメラ構造同士がぶつかると、ラメラ構造の終端はポリマー分子が曲がりまたはねじれの構造を取って、成長が止まる。ラメラ構造の間には、ラメラとなれなかったアモルファス（非晶質）状態のポリマー分子で埋められる。こうして球晶が形成される。つまり、球晶の中には半結晶性の部分（ラメラ）と非晶質（アモルファス）の部分とが混在する 。
球晶のサイズは、球晶のできかたによって異なる。数マイクロメートルとなる場合もあり、大きい場合には1センチメートルぐらいになることもある。溶融ポリマーを急速に冷却すると球晶は小さくなり、ゆっくりと冷却すると球晶は大きくなる。
また、溶融ポリマー中に核の種となるような物質があった場合には、球晶は小さくなる:67-83。球晶が大きく成長すると、材料としては脆くなる場合が多いので、核の種となるような物質を溶融ポリマー中に意図的に混入する場合もある。核の種としては、可塑剤、フィラー、顔料などが挙げられる。ただし、このふるまいは複雑であり、あるポリマーで核の種となりやすい物質が、別のポリマーでは核の種として働かない場合もある。核の種となる性質を持つ物質を造核剤と言う 。

## 性質

### 機械的性質

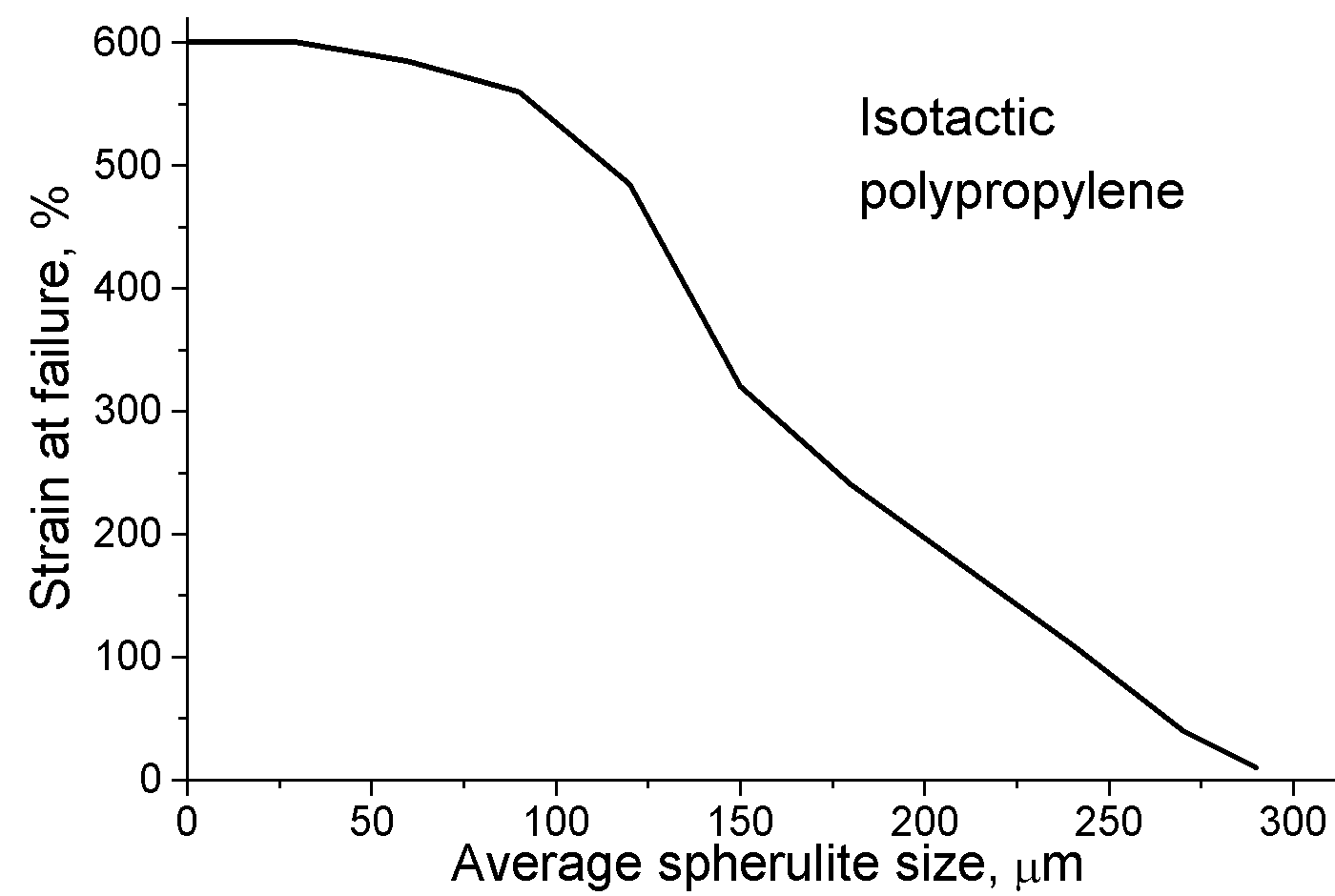
アイソタクチックポリプロピレン材料の引張強度。球晶サイズ（横軸）が大きくなるにつれて、破断強度（縦軸）は落ちる。

球晶サイズはポリマー材料の物性に影響を与える。球晶が大きくなると、結晶化度、密度、強度、ヤング率が下がる。これは、球晶中のラメラの割合が低くなるために起こる。つまり、球晶が大きくなると、ラメラとラメラの隙間にあるアモルファスの分子の割合が多くなり、その分だけラメラの割合が下がる。また、球晶が大きくなると、球晶同士の結合力も小さくなり、これも強度低下の原因となる。一方、アモルファス分子の割合が多くなると、弾性や衝撃抵抗は高くなる傾向がある。
球晶がポリマーの機械的性質に与える影響には、球晶自体の大きさや密度が大きく関係する。例えばアイソタクチックポリプロピレンの場合、球晶のサイズが増加すると、破断強度が急激に落ちる。同様に、引張強度や降伏応力、じん性も低下する:84。球晶が大きくなると、ポリマー分子が纏まった状態になり、球晶同士の結合力が弱まるため、球晶の境界に亀裂が入りやすくなって機械的性質が低下する:84-85。

### 光学的性質

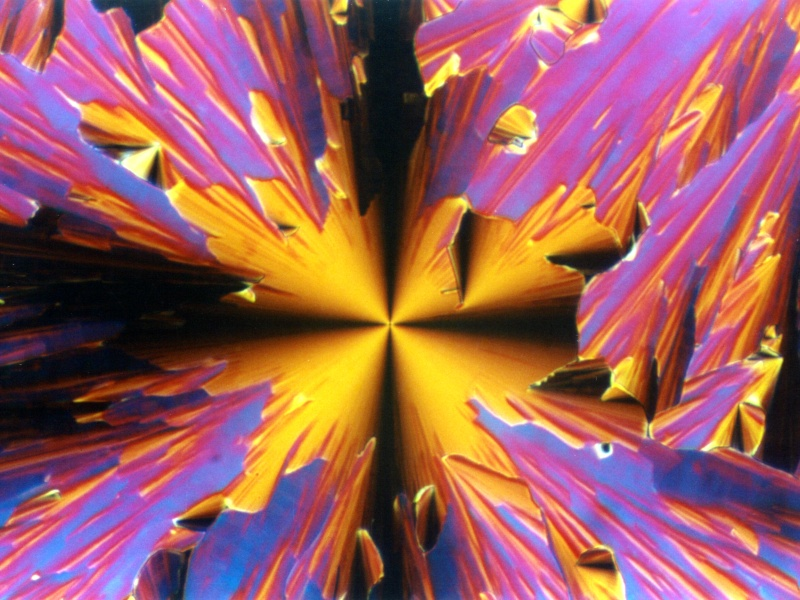
メソゲン基を持つポリマーをクロスニコルの偏光顕微鏡で観察した写真

球晶を偏光顕微鏡で観察すると×印のような模様が観察できる。（マルタ十字と呼ばれることもある。）特に、クロスニコルで観察すると、さまざまな色が付いた模様となる。
これは、球晶内部にあるラメラが偏光子として働くためである。ラメラは球晶の中心から放射状に並んでおり、ラメラの向きが偏光と平行な箇所は明るく、垂直な箇所は暗く、その中間は角度に応じた明るさとなるためである。このため、球晶が平面上に並んでいる場合、個々の球晶の十字模様は必ず同じ方向を向く。ラメラは複屈折の性質も持つため、偏光顕微鏡をクロスニコルで観察すると、レターデーションにより色が付く:12。着色は、ポリマー種の固有の吸収特性の影響も受ける:81, 。個々の球晶は、発生時期も発生位置もばらばらであり、それぞれが成長していって隣の球晶とぶつかった時点で止まるため、結果として複数の結晶はモザイクのような模様となる。

透明性の高いポリマーの場合、球晶サイズが大きくなるほど、不透明になる場合が多い。逆に、球晶サイズを可視光線の波長以下に抑えることで、透明性を上げることができる:83。